# Kancabchén Ucí
Kancabchén Ucí fue una hacienda henequenera y se encuentra en la actualidad en la comisaría de Kancabchén, municipio de Motul en el estado de Yucatán, localizado en el sureste de México.

## Toponimia
El nombre Kancabchén proviene del idioma maya y significa la tierra amarilla del pozo. Su pronunciación en maya sería k'aan kaab ch'eén.

## Datos históricos
Kancabchen Uci fue una hacienda henequenera que tuvo maquinaria para obtener la fibra del henequén (unidad desfibradora) y la suministraba a la industria cordelera de Mérida. Hacia 1982 en el marco de la reordenación henequenera que vivió el estado de Yucatán, se transformó la unidad agroindustrial henequenera en un cultivo  de cítricos y la hacienda cambio de nombre a "Cítricos peninsulares" promoviéndose el empleo de gente de las localidades aledañas mediante el cultivo del limón, de la naranja y la mandarina.[cita requerida]
Entre los años 1996 y 1998 se construyó una carretera y la hacienda fue dotada de infraestructura eléctrica. En 2002 la hacienda sufrió, el domingo 22 de septiembre, el embate del huracán Isidoro que causó una gran inundación y la destrucción de la mayor parte de los cultivos. Desde entonces se reinició el esfuerzo del colectivo local para recuperar su actividad agrícola, contándose a la fecha con una importante superficie cultivada y en producción, particularmente de limón.
Tuvo su esplendor durante la época del auge henequenero y emitió fichas de hacienda las cuales por su diseño son de interés para los numismáticos. Dichas fichas acreditan a la hacienda como propiedad de Benita Palma de C.

## Demografía
Según el censo de 2005 realizado por el INEGI, la población de la localidad era de 96 habitantes, de los cuales 55 eran hombres y 41 eran mujeres.
| 126                         | 223 | 91 | 124 | 96 | 81 | 71 | 91 | 95 | 88 | 85 | 101 | 96 |
| (Fuente: INEGI [Consultar]) |     |    |     |    |    |    |    |    |    |    |     |    |

## Galería

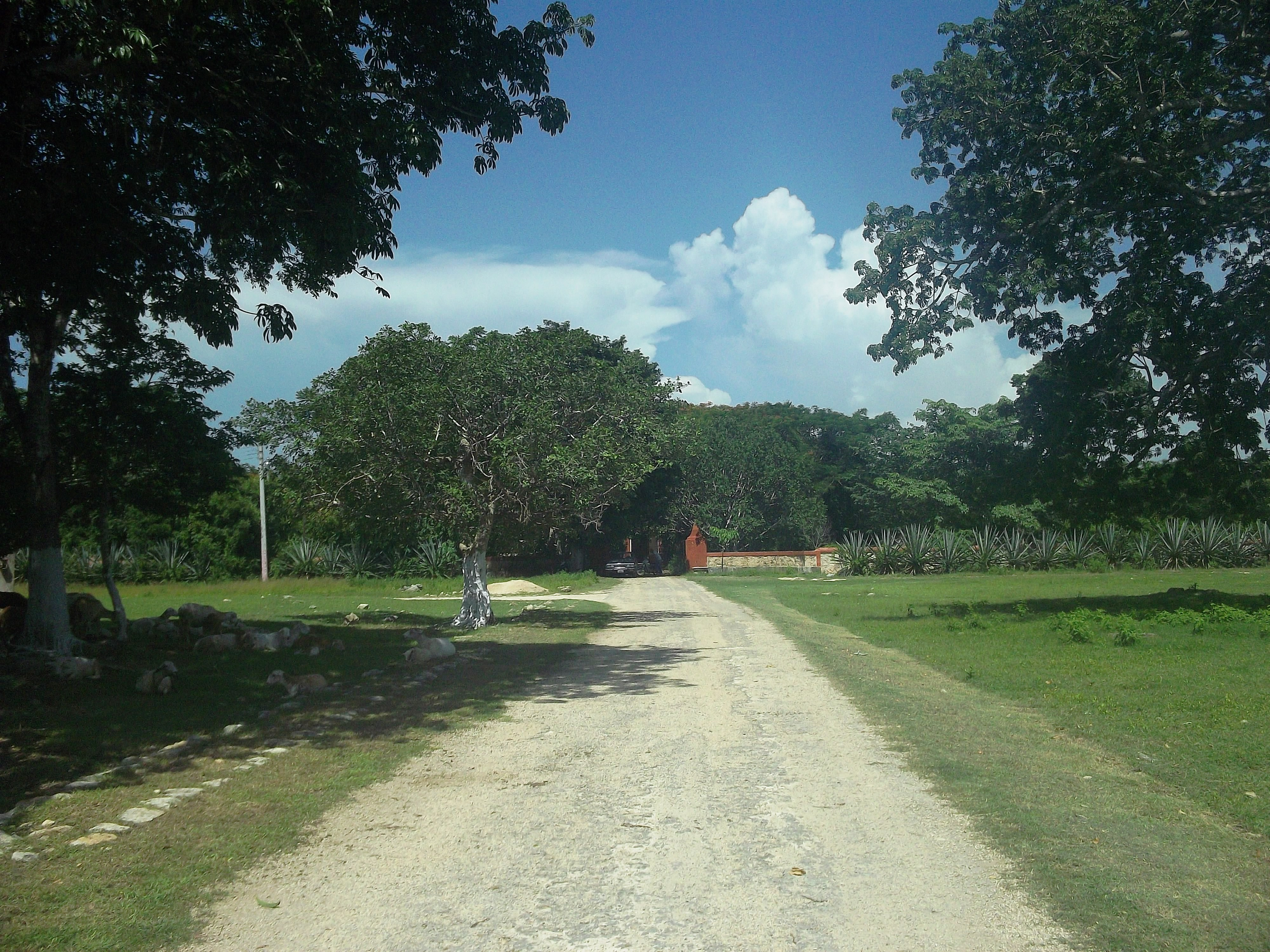
Vista de la hacienda de Kancabchén Ucí.
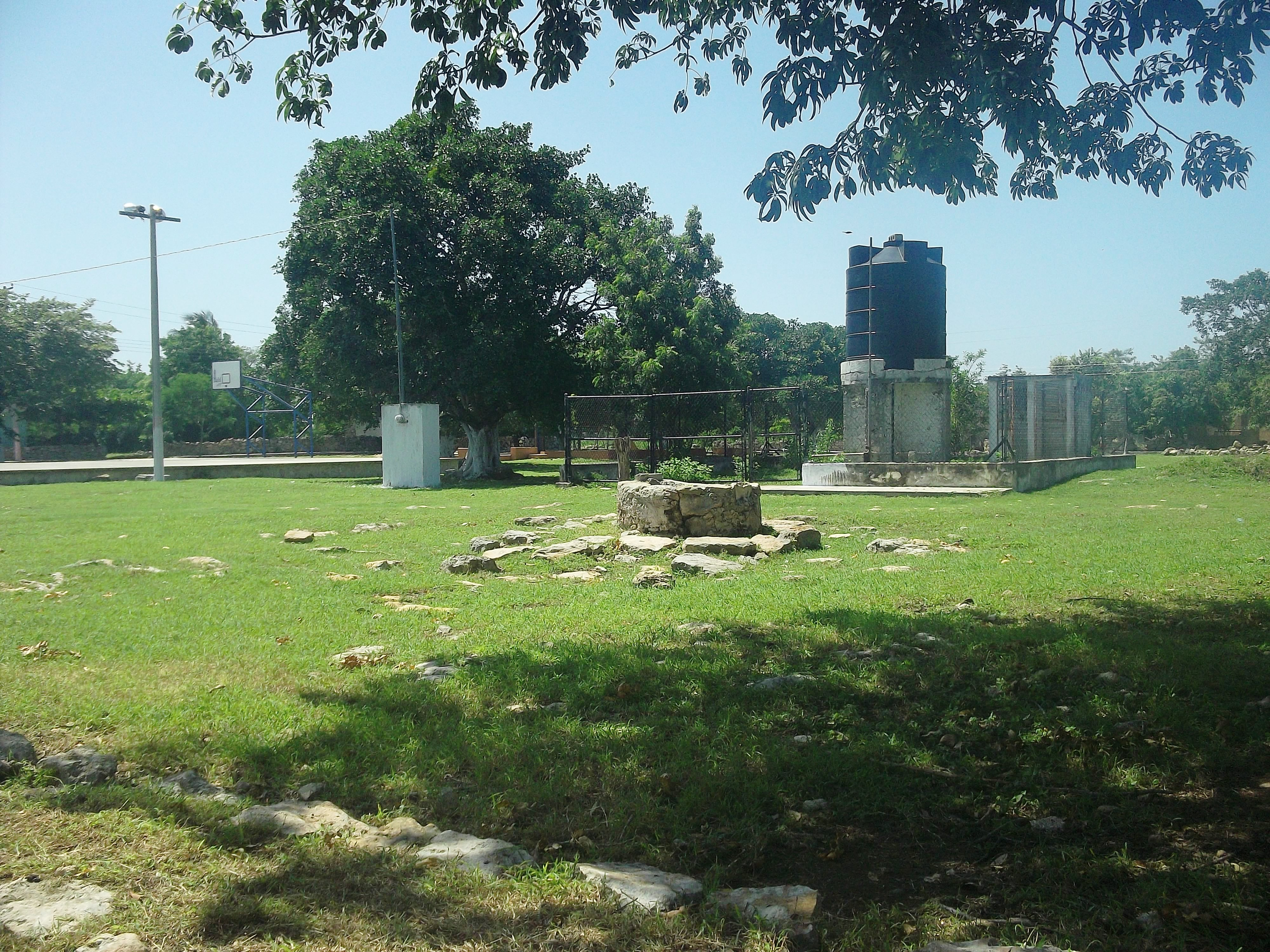
Parque principal de Kancabchén Ucí.